# Michelangelo Cerruti

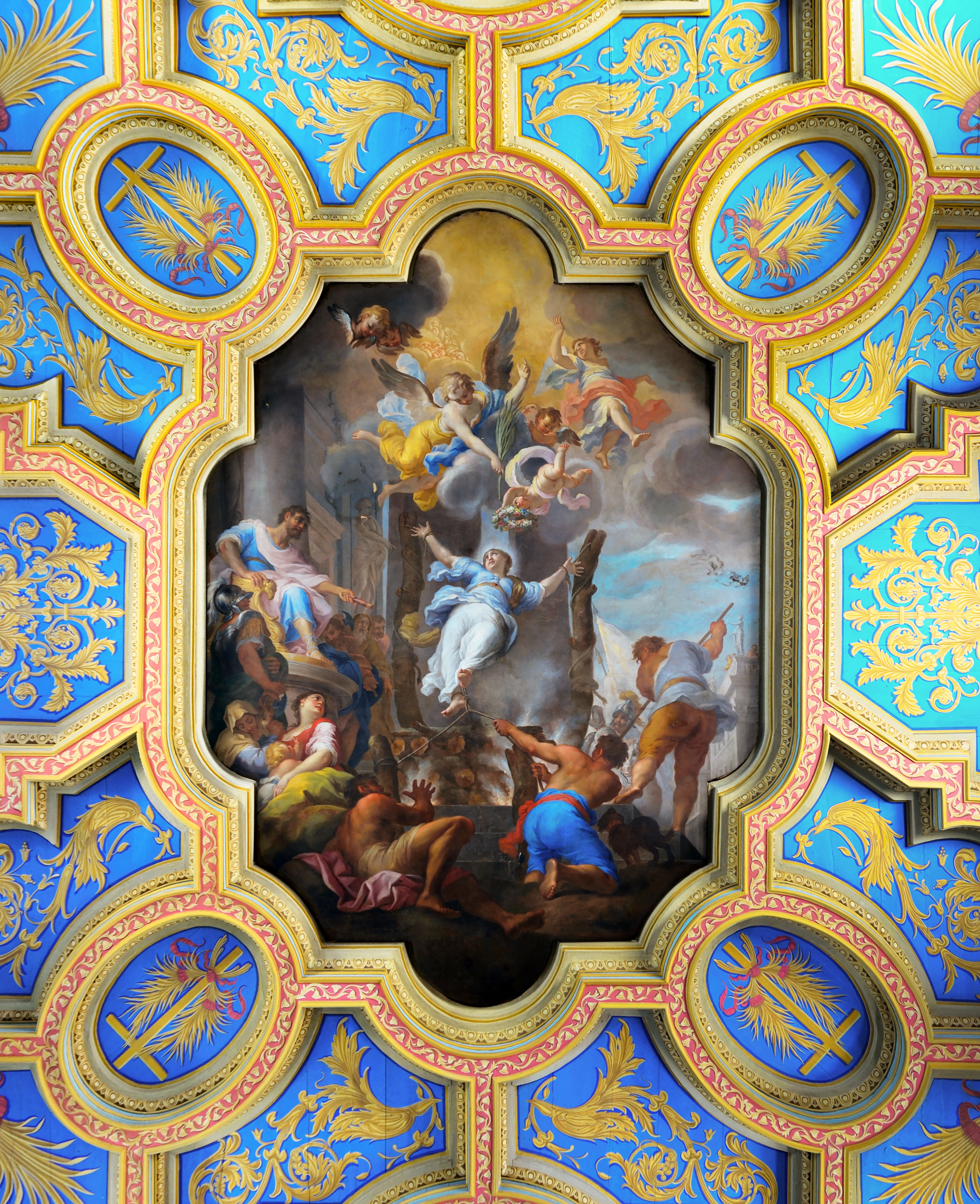
Den heliga Anastasias martyrium.

Michelangelo Cerruti, född 1663, död 24 december 1748 i Rom, var en italiensk målare under barocken. Han var elev till Giuseppe Passeri och senare till Andrea Pozzo.

## Verk i urval
- Den heliga Anastasias martyrium (takfresk) – Sant'Anastasia[1]
- Scener ur den heliga Maria Magdalenas liv – Santa Maria Maddalena[2]
- Jungfru Marie himmelsfärd – Santa Maria dell'Umiltà[3]
- Jungfru Marie födelse och Jungfru Marie himmelsfärd – Cappella di Sant'Anna, Santi Venanzio e Ansovino